# Lex Maenia
La Lex Maenia de patrum auctoritate è una legge romana, di autore e data incerti, che stabilì che l'auctoritas patrum dovesse precedere e non più seguire le operazioni elettorali, estendendo così ai comizi elettorali quello che la Lex Publilia Philonis de patrum auctoritate del 339 a.C. aveva stabilito per le rogazioni legislative. Infatti, nella primitiva repubblica tutte le deliberazioni dei comizi erano sottoposte all'auctoritas patrum, ossia alla ratifica dalla parte patrizia del Senato. L'auctoritas veniva esercitata per tutte le deliberazioni dei comizi: approvazione di leggi, elezione dei magistrati e giudizi; erano esclusi soltanto i plebisciti che non avevano ancora valore di legge (lo avranno con la Lex Hortensia nel 287 a.C.) e gli atti dei comizi con valore formale e non deliberativo. Mediante queste leggi il potere dei patres fu ridimensionato, poiché deliberarono che la ratifica dovesse precedere e non più seguire le operazioni legislative ed elettorali dei comizi.
Da un testo di Marco Tullio Cicerone si desume che la legge doveva essere posteriore al consolato di Manio Curio Dentato (290 a.C.); altri autori sostengono che la Lex Publilia Philonis e la Lex Maenia siano collocabili entrambe nel primo decennio del III secolo a.C. In particolar modo Pais ritiene che la Lex Publilia Philonis non possa essere anteriore alla Lex Maenia, la quale andrebbe collocata fra il 299 e il 290 a.C., mentre Niebuhr ritiene che sia da attribuire all'anno della dittatura di Gaius Maenius, il 320 a.C.; Mommsen la colloca verso il 300 a.C.; Rotondi invece, più prudentemente, indica il periodo per il quale mancano i libri liviani, ossia 292-219 a.C. Tuttavia è presumibile che la Lex Maenia sia di poco successiva alla Lex Publilia Philonis, dal momento che i patrizi avevano maggiore interesse a controllare l'elezione dei magistrati, piuttosto che la legislazione. In quest'ultima, infatti, essendo una sola la proposta, il comizio poteva limitarsi ad accettarla o a rifiutarla; nell'elezione delle magistrature, invece, essendovi più candidature, l'assemblea poteva procedere alla scelta di soli plebei respingendo i candidati patrizi. Di conseguenza era interesse dei patrizi rimandare il più possibile la riforma dell'auctoritas relativa all'elezione dei magistrati.